# Orthocentrus testaceipes
Orthocentrus testaceipes là một loài tò vò trong họ Ichneumonidae.